# Apocephalus ponderosus
Apocephalus ponderosus är en tvåvingeart som beskrevs av Brown 2002. Apocephalus ponderosus ingår i släktet Apocephalus och familjen puckelflugor.
Artens utbredningsområde är Panama. Inga underarter finns listade i Catalogue of Life.